# تشارلز شامبيون
تشارلز شامبيون (بالفرنسية: Charles Champion)‏ هو شخصية أعمال ومهندس فرنسي، ولد في 21 نوفمبر 1955 في فونتوني سو بوا في فرنسا.